# Térébinthe de Néron
Le Térébinthe de Néron,Terebinthus Neronis en latin, également appelé Tiburtinum Neronis ou Obeliscus Neronis en latin, est un mausolée construit dans la Rome antique qui est important pour des raisons historiques, religieuses et architecturales. Il a été presque complètement démoli au XIVe siècle.

## Emplacement
Le mausolée était situé dans le rione du Borgo actuel de Rome, entre l'antique basilique vaticane sur le Vatican et le mausolée d'Hadrien. Ses fondations ont été découvertes sous le premier bloc nord de la via della Conciliazione qui abrite désormais l'Auditorium Conciliazione et le Palazzo Pio. Cela le placerait au nord du Meta Romuli.

## Histoire
Le Terebinthus Neronis est une sépulture monumentale érigée à l'époque romaine sur la rive droite du Tibre, près de l'intersection de deux voies, la via Cornelia et la via Triumphalis, dans une zone à l'extérieur du pomerium (la frontière religieuse autour de Rome) ; ce lieu, nommée Ager Vaticanus, abrite à cette époque de nombreux cimetières tels que la nécropole du Vatican toute proche et, en raison de sa proximité avec le Champ de Mars, représente un endroit idéal pour construire les tombes monumentales des membres de la classe supérieure romaine. Il se trouve à côté d'un autre grand mausolée, le dit Meta Romuli, une pyramide qui a été démolie en 1499 par le pape Alexandre VI. Le Terebinthus Neronis aurait eu un plan circulaire et la forme d'un tumulus géant. Alors que les deux monuments ont survécu aux grands changements dus à la construction de l'antique basilique vaticane, le premier est déjà détruit au Moyen Âge, tandis que le second a survécu jusqu'à la Renaissance, devenant un élément important de la topographie de Rome.
Les premières mentions du Terebinthus sont faites par Benedictus Canonicus Sancti Petri vers 1144, qui le nomme « obeliscus Neronis ». Il figure dans le Mirabilia Urbis Romae (un guide du XIIe siècle de la ville), où il est décrit comme un monument circulaire composé de deux cylindres superposés (comme le château Saint-Ange ) bordé de dalles de marbre ; il est alors nommé Tiburtinum Neronis. Le nom Tiburtinum dérive du matériau de son revêtement, le travertin (lapis tiburtinus, c'est-à-dire de la ville de Tivoli en latin), tandis que le nom Neronis (« de Néron » en latin) est typique de beaucoup toponymes et noms de monuments autour du Vatican (comme prata Neronis, pons Neronis, etc. ).
Le nom Terebinthus provient d'un passage de la Naturalis Historia de Pline l'Ancien qui écrit que dans un endroit de l'Ager Vaticanus poussait un grand pistachier térébinthe (un arbre appartenant à la famille des Anacardiaceae). Selon la tradition religieuse, saint Pierre est enterré sous un térébinthe, et en raison de l'assonance entre les deux mots térébinthe et tiburtinum, Pietro Mallio, chanoine de Saint Pierre vers 1180, nomma le monument Térébinthe, déplaçant le lieu du crucifiement du saint au sommet de la via della Conciliazione actuelle.
L'identification entre l'arbre et le monument impliquait que le site du martyre de saint Pierre était placé soit entre le Térébinthus et le Meta Romuli, soit entre ce dernier et l'obélisque du cirque de Caligula et Néron (dans une description médiévale, le monument lui-même est nommé « obélisque de Néron »), ou à mi-chemin entre les deux pyramides (ad Terebinthus inter duas metas ... in Vaticano). Par conséquent le Terebinthus (soit comme monument, soit comme arbre) a longtemps été un sujet populaire dans les représentations du martyre de saint Pierre et dans les représentations de la ville au Moyen Âge.
Quelques exemples en sont le triptyque Stefaneschi de Giotto ; un polyptyque de Jacopo di Cione ; une tuile des portes en bronze de Filarete dans l'antique basilique Saint-Pierre ; les fresques sur les voûtes de la basilique Sain-François à Assise par Cimabue,, et peut-être la fresque de La Vision de la Croix dans les Chambres de Raphaël au Vatican.
Selon les Mirabilia, le Térébinthe, comme le Meta Romuli voisin, perdit très vite son revêtement de pierre, utilisé pour paver le quadriporticus et les escaliers de la basilique Saint-Pierre ; dans sa description du monument, l'écrivain anonyme utilise le passé, ce qui implique qu'à son époque (XIIe siècle) le monument avait déjà été partiellement détruit. Le Térébinthe a survécu jusqu'au XIVe siècle.

## Description

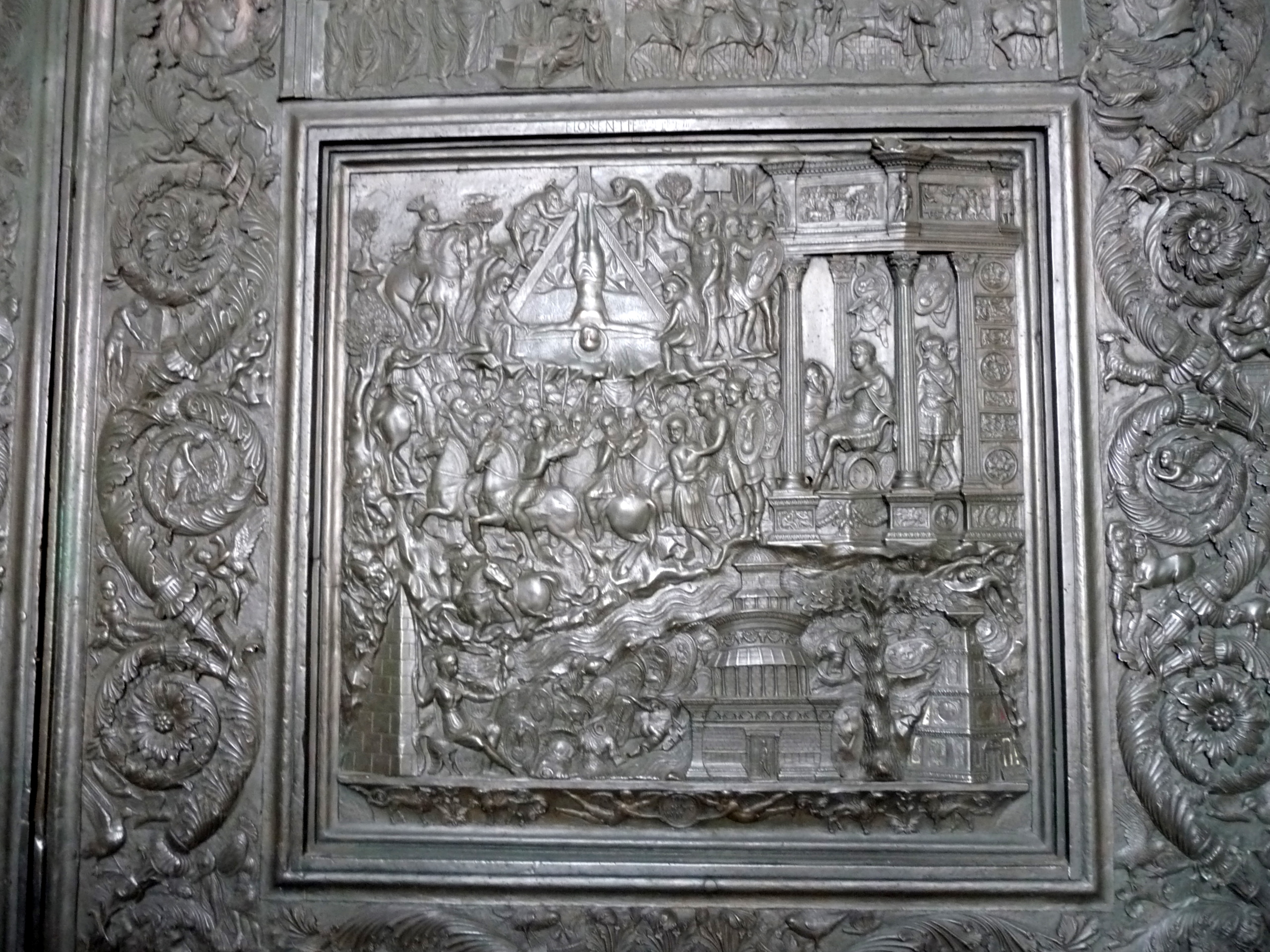
Le Térébinthe (en bas à droite) entre le château Saint-Ange et le Meta Romuli, dans une tuile des portes en bronze de Filarete à Saint-Pierre.

Les guides médiévaux décrivent le Térébinthe comme une structure très haute, comparable au Castrum Crescentii, c'est-à-dire au mausolée d'Hadrien, avec un plan circulaire et deux éléments,, comme un castrum). Malheureusement, en raison de l'imprécision de leurs descriptions, toutes les représentations du monument (par Giotto, Cimabue, etc.) ont très peu de choses en commun avec son apparence réelle. Sur la base des descriptions du Moyen Age, on a émis l'hypothèse qu'il soit une tombe de type tumulus, comme la dite tombe des Curiatii au début du 6ème mile de la voie Appienne. Dans ce cas, le monument circulaire était composé d'un grand socle carrelé de travertin ; au-dessus, il y avait un tumulus de terre surmonté d'un cylindre en maçonnerie et sur le dessus, s'élevait la statue du défunt ou une pierre tombale.
En 1948-1949, lors des travaux de construction du premier bloc du côté nord de la via della Conciliazione, plusieurs blocs de pierre semi-circulaires sculptés par une rainure de 8 cm de profondeur accompagnée de doubles évidements symétriques en queue d'aronde, sont apparus. Ils appartenaient, soit au drain à la base du monument, soit au revêtement du socle ; dans ce dernier cas, la rainure avec des évidements en queue d'aronde doit être interprétée comme l'emboîtement d'une balustrade. Selon l'hypothèse choisie, le térébinthe avait un diamètre de 20 m (dans le premier cas) ou de 22 m (dans ce dernier cas).L'emplacement du Térébinthe résultant des fouilles de 1948-49, au nord-ouest du Meta Romuli, est en contradiction avec celui donné par toutes les descriptions du moyen âge, qui disent que le monument se trouvait au nord-est de la pyramide.

## Source de traduction
- (en) Cet article est partiellement ou en totalité issu de l’article de Wikipédia en anglais intitulé « Terebinth of Nero » (voir la liste des auteurs).